# Robert Grimm

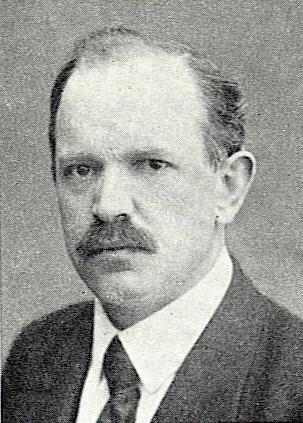
Robert Grimm

Robert Grimm (Wald, 16 april 1881 – Bern, 8 maart 1958), was een Zwitsers sociaaldemocratisch politicus en vakbondsman.
Robert Grimm sloot zich in 1899 aan bij de Sociaaldemocratische Partij van Duitsland (SPD) en in 1905 bij de Sociaaldemocratische Partij van Zwitserland (SPS).

## Vroege carrière
Van 1905 tot 1906 was hij secretaris van de Arbeiterbund Basel en van 1907 tot 1908 voorzitter sociaaldemocratische vakvereniging. Van 1909 tot 1918 was hij hoofdredacteur van de invloedrijke Berner Tagwacht.
Robert Grimm, een internationalistisch-socialist, werd in 1912 Zwitsers afgevaardigde bij het Internationaal Socialistisch Bureau. In die hoedanigheid leerde hij leidende socialisten kennen, zoals Lenin, Trotski en de Nederlandse Henriette Roland Holst.
Grimm was van 1911 tot 1955 lid van het parlement.

## Pacifist
In 1914 keurde sociaaldemocratische partij, zeer tegen de zin van de pacifistische Grimm, de verlangde oorlogskredieten goed. Deze kredieten waren volgens sommigen noodzakelijk om het Zwitsers leger goed uit te rusten en gevechtsklaar te maken, mocht Zwitserland eventueel in de wereldoorlog betrokken raken. Grimm vormde de centrumlinkse oppositie binnen de SPS en kreeg, zeker na 1916, steeds meer steun binnen de SPS.

## Organisator Socialistische Congressen Zimmerwald (1915) en Kienthal (1916)
Grimm, sinds 1915 lid van het uitvoerende comité van de SPS, organiseerde tijdens de Eerste Wereldoorlog twee belangrijke socialistische congressen, namelijk die van Zimmerwald (1915) en Kienthal (1916). De congressen werden bezocht door leidinggevende en gezaghebbende socialisten uit heel Europa (o.a. David Wijnkoop en Henriette Roland Holst voor Nederland en Camille Huysmans voor België). Grimm vertegenwoordigde Zwitserland en had enkele grote meningsverschillen met de Russische revolutionairen Lenin en Trotski.

## De Hoffmann-Grimm-Affaire
Tijdens de Eerste Wereldoorlog stond Grimm in nauw contact met de Duitse gezant Gisbert von Romberg en de Zwitserse minister van Buitenlandse Zaken Arthur Hoffmann. Von Romberg verzocht Hoffmann en Grimm contact op te nemen met de in Zwitserland in ballingschap levende Lenin e.a. Russische revolutionairen. Von Romberg wilde dat Lenin naar Rusland zou terugkeren en er een revolutie zou ontketenen en de pro-Entente Voorlopige Regering daar ten val zou brengen. Lenin zou dan vrede met Duitsland moeten sluiten. Grimm benaderde Lenin met dit plan en de laatste ging akkoord. In april 1917 vertrok Lenin per trein - en met goedkeuring van Hoffmann - naar Rusland. Grimm vergezelde hem en stuurde Hoffmann vanuit Sint-Petersburg telegrammen waarin hij Hoffmann op de hoogte stelde van de ontwikkelingen en de aankomende revolutie. Onderzoekdiensten van de Entente onderschepten de telegrammen en dreigden ze te publiceren, dat zou het einde van de Zwitserse neutraliteit betekenen en Hoffmann werd door de Zwitserse Bondsraad tot aftreden gedwongen en vervangen door de Ententegezinde Gustave Ador. Deze affaire ging de geschiedenis in als de Hoffmann-Grimm-Affaire.

## Landesstreik-beweging
Na Lenins machtsovername (november 1917) heerste er wereldwijd het idee onder socialisten dat een wereldrevolutie niet lang op zich zou laten wachten. Ook in Zwitserland waren de verwachtingen onder sommige leden van de SPS hoog. In februari 1918 werd in Olten een actiecomité bestaande uit socialisten en vakbondsleden gevormd. Grimm werd tot voorzitter gekozen. Pas in november 1918, na de ineenstorting van Duitsland en Oostenrijk-Hongarije en de revoluties aldaar, liet het actiecomité van zich spreken. Het actiecomité riep op 11 november een landelijke staking uit. De stakingseisen - vrij gematigd - werden door het parlement afgewezen en de staking werd onderdrukt. De Landesstreik-beweging "capituleerde" op 14 november.
In de jaren 20 voerde de SPS onder Grimm een centrumlinkse koers, maar later werden partij en partijleider gematigder. Van 1 juni 1940 tot 31 mei 1941 was Grimm voorzitter van de regeringsraad van het kanton Bern. Van 1945 tot 2 december 1946 was hij president van de Nationale Raad.
- Base de données des élites suisses: 52884
- Bibliothèque nationale de France: cb126105769 (data)
- Gemeinsame Normdatei: 11869779X
- Historisch woordenboek van Zwitserland: 004516
- International Standard Name Identifier: 0000 0001 1745 4680
- Library of Congress Control Number: n81056417
- Nationale Bibliotheek van Tsjechië: skuk0002773
- Nationale Bibliotheek van Israël: 987007275682405171
- Nationale Bibliotheek van Polen: a0000002296110
- Nederlandse Thesaurus van Auteursnamen: 124827233
- Réseau des bibliothèques de Suisse occidentale: 02-A012344640
- Istituto Centrale per il Catalogo Unico: TO0V671067
- Système universitaire de documentation: 035684771
- Zwitserse Bondsvergadering: 2208
- Virtual International Authority File: 14891815
- WorldCat: E39PBJyWRxRTJJjqVMxqYkXjmd